# 紀麻路
紀 麻路（き の まろ）は、奈良時代の公卿。名は麻呂とも記される。御史大夫・紀大人の子。官位は従三位・中納言。

## 概要
養老4年（720年）従五位下へ叙爵し、翌養老5年（721年）式部少輔に任ぜられる。
天平6年（734年）従五位上。天平10年（738年）紀男人が没すると一族の氏上的立場となり、天平12年（740年）正月に正五位下に昇叙されると、同年10月の藤原広嗣の乱の最中に後騎兵大将軍に任官、さらに12月正五位上に続けて昇叙され、天平14年（742年）には従四位下と聖武朝の後半より急速に昇進し、天平15年（743年）参議に任ぜられ公卿に列した。議政官として民部卿・南海道鎮撫使・右衛士督を兼ねる一方、天平18年（746年）従四位上、天平20年（748年）正四位上と引き続き順調に昇進した。なお、この間の天平17年（745年）には甲賀宮の留守役を務めている。
天平21年（749年）4月には、中臣益人、忌部鳥麻呂らとともに、幣帛を伊勢大神宮に奉納している。同年、天平勝宝元年と改元し、孝謙天皇の即位に伴い、従三位・中納言に叙任される。のち、式部卿・大宰帥を歴任する。天平勝宝9歳（757年）3月に孝謙天皇・光明皇太后・藤原豊成・藤原仲麻呂らと画策して皇太子・道祖王を廃した。その後『続日本紀』に麻路の消息に関する記載がないことから、まもなく薨去したと考えられる。
『懐風藻』に漢詩作品が採録されている。

## 官歴
注記のないものは『続日本紀』による。
- 時期不詳：正六位上
- 養老4年（720年） 正月11日：従五位下
- 養老5年（721年） 6月26日：式部少輔
- 天平6年（734年） 正月17日：従五位上
- 天平12年（740年） 正月13日：正五位下。10月23日：後騎兵大将軍。11月21日：正五位上
- 天平13年（741年） 7月23日：式部大輔
- 天平14年（742年） 9月28日：従四位下
- 天平15年（743年） 5月5日：参議
- 天平17年（745年） 5月5日：甲賀宮留守役
- 天平18年（746年） 3月5日：兼民部卿。4月5日：兼南海道鎮撫使。4月22日：従四位上。9月25日：兼右衛士督
- 天平20年（748年） 2月19日：正四位上（越階）。4月22日：装束司（元正上皇葬儀）
- 天平21年（749年） 4月5日：伊勢奉幣使。天平勝宝元年7月2日：従三位、中納言。8月10日：兼式部卿
- 天平勝宝2年（750年） 正月16日：兼式部卿[1]
- 天平勝宝4年（752年） 9月7日：大宰帥
- 天平勝宝6年（754年） 7月20日：装束司（藤原宮子葬儀）

## 系譜
- 父：紀麻呂
- 母：不詳
- 生母不明の子女
  - 男子：紀広名
  - 男子：紀広庭
  - 男子：紀男梶
  - 男子：紀鯖麻呂